# 真崎秀樹
真崎 秀樹（まさき ひでき、1908年（明治41年）4月1日 - 2001年（平成13年）11月14日）は、日本の外交官。1959年から1964年までと1969年から1989年まで宮内庁で昭和天皇の通訳を務めた。
陸軍大将の真崎甚三郎は父。貴族院議員の長谷川赳夫は妻の父。

## 生涯
佐賀県出身。東京府立第四中学校、一高を経て、1931年に東京帝国大学法学部卒業。1934年に外務省情報部嘱託。1939年に外務省翻訳官。1940年に大使館二等通訳官・中華民国・上海駐在。1941年にアメリカ在勤。1942年1月に中華民国在勤、上海駐在、9月に一等通訳官、10月に帰国。1943年5月に陸軍通訳官・比島軍政監部付、10月に大使館三等書記官を歴任。
第二次世界大戦後の1945年に終戦中央連絡官。1948年に連調中央連絡調整官。1949年に外務省連絡局地方課。1950年に外務省連絡局法制課長。1951年に外務省国際協力局四課長。1953年に外務省情報文化局二課長。1954年1月にアメリカ一等書記官、10月にニューヨーク領事。1956年にイギリス一等書記官。1959年から宮内庁侍従職御用掛。1964年から駐アフガニスタン大使。1968年から臨時外務省事務。1969年に免官。1969年から1994年まで外務省参与。1969年から1989年まで宮内庁御用掛。
2001年11月14日、前立腺癌のため東京都世田谷区の自宅で死去。93歳没。

## 著作
- 読売新聞社編 編『側近通訳25年 昭和天皇の思い出』読売新聞社、1992年12月。ISBN 9784643920987。 NCID BN08535233。全国書誌番号:93018635。
  - 読売新聞社編 編『側近通訳25年 昭和天皇の思い出』中央公論新社〈中公文庫〉、1999年12月。ISBN 9784122035539。 NCID BA44574113。全国書誌番号:20036957。